# Jammerdaalse Heide
De Jammerdaalse Heide is een natuurgebied ten zuidoosten van Venlo. Het ligt ten zuiden van de wijk Jammerdaal/Onderste en Bovenste Molen en behoort tot het gebied Jammerdaal. Het natuurgebied wordt ingesloten door de wijk, de spoorlijn Maastricht - Venlo, de spoorlijn Viersen - Venlo en de snelweg A74 die overgaat in de Bundesautobahn 61. In het zuidwesten van het gebied ligt de buurtschap Egypte.
Oorspronkelijk was dit gebied een zanderig en heuvelachtig terrein dat aan het einde van de 18e eeuw tot de jaren dertig van de twintigste eeuw werd ontgonnen om er klei en grind te winnen. Zo ontstonden er plassen.
Tot in de jaren negentig was hier het enige natuurbad van Venlo gevestigd, een bekende zomerse trekpleister voor de bewoners van Venlo en omstreken. Dit was in de jaren dertig aangelegd in de voormalige molenvijver van de 'onderste (water)molen'. Nu is op de plaats van dit bad een luxe villawijk gebouwd.
Het gebied wordt grotendeels beheerd door Het Limburgs Landschap. In het gebied liggen zeven prehistorische grafheuvels. Verder loopt er door het gebied een Romeinse weg en zijn er nog de restanten te vinden van een landweer.
In het gebied ontspringen de beken Venlose Molenbeek en Wittebeek.

## Externe link

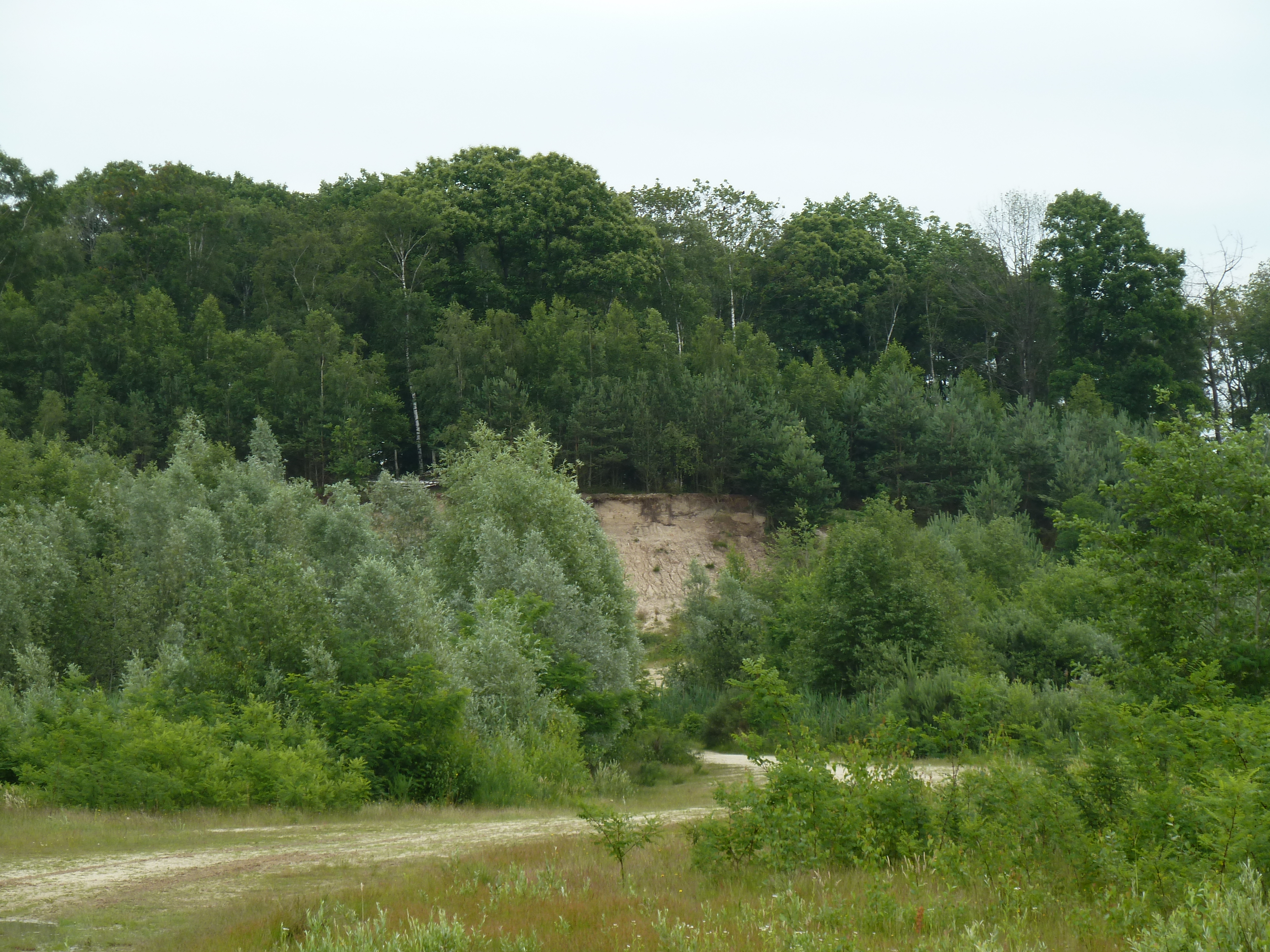
Plateau van de grafheuvels
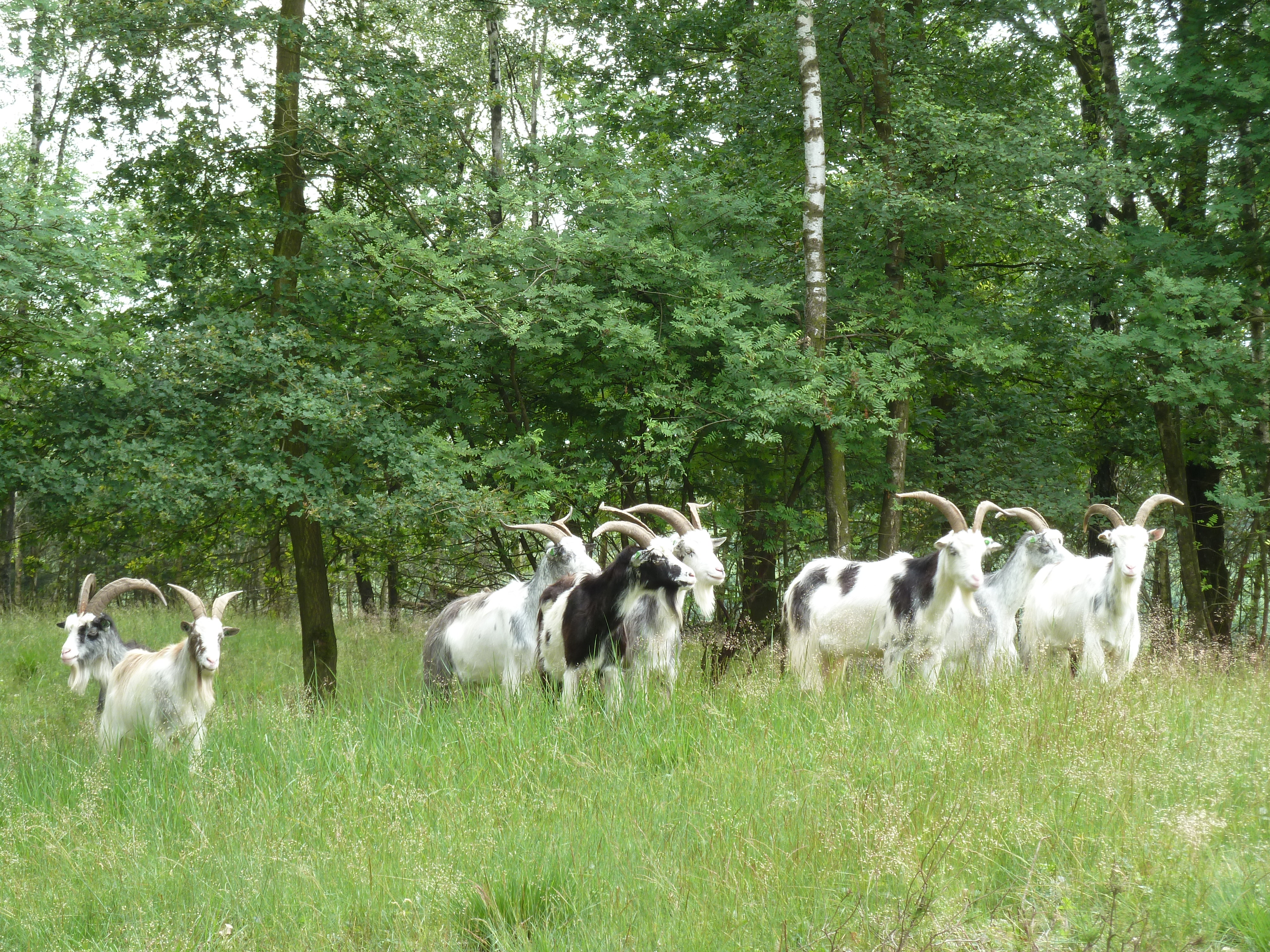
Geiten op een grafheuvel
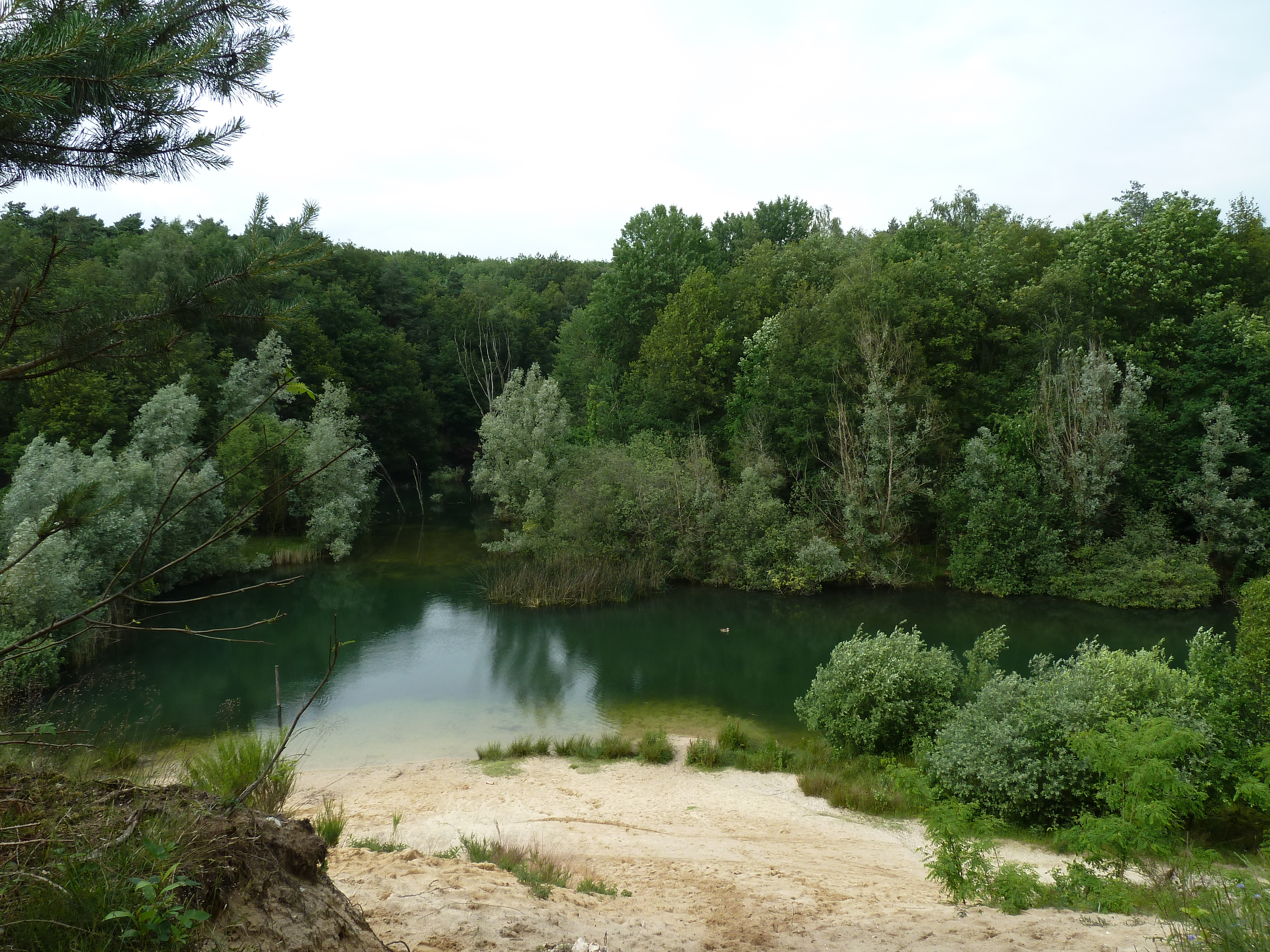
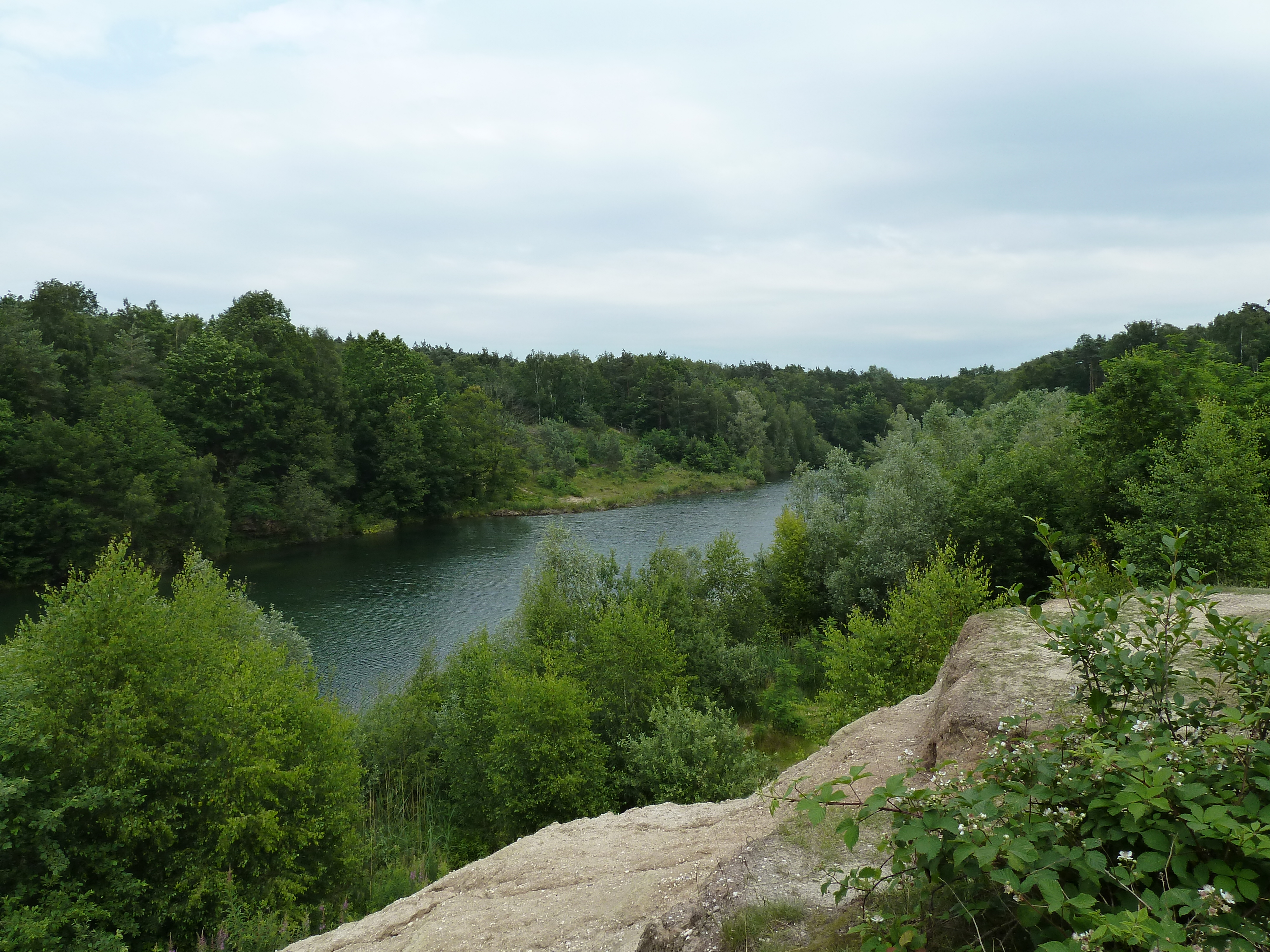